# World Bodybuilding Federation
World Bodybuilding Federation (WBF) fue una organización de culturismo fundada en 1990 por Vince McMahon, y que duró hasta 1992. Su marca fue Titan Sports. El dueño de todo esto fue la World Wrestling Federation.

## Historia

### Creación
Vince McMahon creó la WBF como una competición dentro de la Federación Internacional de Fisicoculturismo (IFBB).
En 1990, McMahon inicialmente denegó que estaba abriendo una organización culturista, y decía que solo había hecho una revista llamada Bodybuilding Lifestyles. Contrató al famoso culturista Tom Platz para hacer la publicación. 
La revista dio una conferencia de prensa en la competición Mr. Olympia en septiembre de 1990 en Chicago. Esta conferencia anunciaba la formación de la WBF. También se dijo en esa conferencia que iba a ser una competición con dramáticos eventos nuevos, y que sería la mayor pagada de la historia del deporte. También se mencionó que Tom Platz iba a ser el director de desarrollo de talentos.

### 1991
McMahon anunció el 30 de enero de 1991 en Nueva York que la WBF fichó trece competidores, bastantes regulares de la IFBB, para contratos de larga duración: Aaron Baker, Mike Christian, Vince Comerford, David Dearth, Berry DeMey, Johnnie Morant, Danny Padilla, Tony Pearson, Jim Quinn, Mike Quinn, Eddie Robinson, Gary Strydom y Troy Zuccolotto. Fueron llamados las "WBF BodyStars".
La primera competición se produjo el 15 de junio de 1991, en directo por pago por visión desde Atlantic City, New Jersey. Regis Philbin estuvo citado como copresentador del evento, junto a McMahon y Bobby Heenan. El show tuvo varias críticas. La crítica más dada fue la que criticaba el incumplimiento de las palabras que dijo McMahon, sobre que iba a apartar la WBF del wrestling, pero en cambio llamó a varias estrellas del wrestling para participar. Para promocionar el show, tanto las WBF BodyStars, como las Superestrellas de la WWF aparecieron en episodios de Family Feud.

### 1992
McMahon hizo un pacto con Lou Ferrigno, para que fuera competidor. Fue llamado "La Leyenda" Lou Ferrigno, y como contendiente por el campeonato de la WBF que tenía  Gary Strydom en ese momento. La fecha llegó, y McMahon y Ferrigno no llegaron a un acuerdo, por tanto la aparición fue cancelada.
El 13 de junio de 1992, la competición fue televisada en pago por visión desde Long Beach, California. El luchador profesional Lex Luger fue llamado a participar en este show como invitado, pero fue envuelto en un accidente de motocicleta antes del evento. Fue entrevistado vía satélite durante el evento en directo.
Vince llamó a los dueños de la IFBB el 15 de julio de 1992 para anunciar el cierre de la WBF. Dijo "la situación es muy mala".

## Campeones
- 1991 - Gary Strydom
- 1992 - Gary Strydom

## Resultados

### WBF Championship - 1991
15 de junio de 1991 desde el Taj Mahal en Atlantic City, Nueva Jersey
1. Gary Strydom
2. Mike Christian
3. Berry DeMey
4. Mike Quinn
5. Eddie Robinson

### WBF Championship - 1992
13 de junio de 1992 desde Long Beach Convention and Entertainment Center en Long Beach, California
1. Gary Strydom
2. Jim Quinn
3. Aaron Baker
4. David Dearth
5. Berry Demey

## Vídeos de eventos
Los dos eventos de la WBF fueron sacados a la venta por Coliseum Video.

## WBF BodyStars
WBF BodyStars fue un programa semanal de televisión dado los fines de semana en 1992 en la cadena USA Network. Matt Lauer fue contratado como el presentador, aunque nunca hizo ninguna aparición. De hecho, fue reemplazado por los Vince McMahon, Cameo Kneuer, y Lex Luger. El show seguía los entrenamientos y los estilos de vida de los culturistas, ofreciendo consejo de los propios culturistas de la salud de un culturista.
El programa cambió su título a BodyStars a finales de 1992 después de la desaparición de WBF. En el programa se solía promocionar la línea de complementos para culturistas ICOPRO. Perdió mucho tras la desaparición de la WBF, así que fue quitado del aire.

## ICOPRO
ICOPRO (Integrated Conditioning Program) fue una línea de complementos para culturistas abierto por Vince McMahon desde 1992 hasta 1995.
El eslogan del anuncio de ICOPRO fue "You've Gotta Want It" (Tienes que quererlo)
WBF BodyStars y WWF Superstars ayudaron a promocionar la línea de complementos. El logo de "ICOPRO" puede verse en foos de eventos de WWF desde 1993 hasta 1995.